# Yacc
Yacc (förkortning av Yet Another Compiler Compiler, som betyder "Ännu en kompilator-kompilerare") är en LALR-parsergenerator.
Yacc läser en definition av språkets grammatik som liknar BNF-notation och skapar en kompilator i programspråket C som kan läsa språket. Yaccs design bygger på tillståndsmaskiner. Yacc används ofta tillsammans med Lex, som svarar för lexikalanalys av text (tolkning av bokstäver och symboler).
En vanlig fri version av Yacc är Bison, vars namn grundar sig på att Yacc är homofon till det engelska ordet för jak, ett annat oxdjur.